# Павле Ивић
Павле Ивић (Београд, 1. децембар 1924 — Београд, 19. септембар 1999) био је српски филолог, лингвиста, универзитетски професор и академик. 

## Академик
Павле Ивић је научник међународног угледа и најбољи српски лингвиста друге половине двадесетог века. Отац му је био историчар Алекса Ивић, супруга лингвиста Милка Ивић, син математичар Александар Ивић.
Био је редовни професор Универзитета у Новом Саду и Универзитета у Београду.
Још 1973. године постао је почасни инострани члан Америчке академије уметности и наука, а исте године и почасни члан Лингвистичког друштва Америке. Нешто касније додељен му је почасни докторат Државног универзитета у Колумбусу (Охајо, САД).
Држао је предавања и у следећим градовима: Сијетл, Лос Анђелес, Санта Барбара, Беркли, Станфорд, Урбани, Блумингтон, Колумбус, Ан Арбор (у САД); Мелбурн, Москва, Амстердам, Лајден, Марбург, Минхен, Цирих, Инзбрук, Клагенфурт, Грац, Беч, Будимпешта, Ерланген, Вирцбург, Минстер. Учествовао је са рефератима на славистичким конгресима и научним скуповима у Кијеву, Софији, Талину, у Еванстону, Чикагу, Сиднеју, Голвеју (Ирска), Лондону, Паризу, Гетингену, као и на многобројним научним састанцима широм пређашње Југославије. Циклусе својих предавања држао је у Упсали и у Токију.
Поред Српске, био члан Америчке, Норвешке, Словеначке, Аустријске, Македонске и Руске академије наука.
Говорио је око десет страних језика.

## Наследник Даничића и Белића
Ивића су назвали директним наследником Александра Белића, или – како је речено после његове смрти – док је Ђуро Даничић у науци о српском језику обележио другу половину деветнаестог века, Белић прву половину двадесетог, Павле Ивић је у том смислу стајао на челу наше науке у другој половини двадесетог века.
Епоха у којој је радио већ је увелико испољавала разуђивање у доменима свих научних делатности, видљиве специјализације. По томе се и разликују интелектуалне епохе, свака следећа од претходне. Ивић се врхунски усредсређено и педантно посветио неколиким гранама српске филологије: на првом месту историји језика, дијалектологији, ономастици и акцентологији уз разумљиво често синтетизовање достигнутих резултата, а уз повремено заузимање и за друге тематике. Многе од раније заораних бразда доводио је до беспрекорне обрађености и целовитости, при томе значајно модернизујући методе, мада модернизацију никад није некритично прихватао.
Главни домет свих Ивићевих студија из српске језичке историје, укључујући ту и сазнања о акценатској еволуцији – јесте приказ језика и његове писмености синхроно повезан са подацима о одговарајућим историјским, културолошким, књижевним, миграционим и другим токовима у животу нашег народа. Овим се такав лингвистички подухват високо уздиже изнад изолованог приказивања саме историје језика. Није овде прилика да се наводе његови радови ни из области дијалектологије; треба нагласити да је он био не само аутор, већ и коаутор и консултант у великом броју дијалектолошких пројеката, чиме је увео у проблематику многе млађе сараднике. Остаће упамћен као један од најистакнутијих светских теоретичара у области лингвистичке географије. О заслугама у вези с ономастичким истраживањима такође би се могло врло много говорити. Значајно је то што су он и Светозар Стијовић најзаслужнији што је у потпуности пописана ономастика Косова и Метохије.
Велики део научног рада Павла Ивића био је, такорећи, уоквирен управо присуством у САНУ. Још пре дипломирања постављен је за стипендисту Института за српски језик САНУ. Ту је краће време радио као асистент на обради великог Речника, чији је стални рецензент био и у каснијим годинама, до краја живота.
На подручјима Академијиних делатности (поставши њен дописни члан 1972. године и редовни 1978. год.) је био главни уредник Српског дијалектолошког зборника, Ономатолошких прилога, затим председник Фонда за научна истраживања САНУ, Одбора за проучавање Косова и Метохије, Одбора за ономастику, Одбора за етимолошки речник, члан Хиландарског одбора, Одбора Белићеве задужбине, Одбора за историју Срба у Хрватској, Старословенског одбора, Одбора за лексикологију, Одбора за проучавање словенских језика... Од стране Српске академије делегиран је у већи број разних организационих одбора, па тако и у Савет за језик Радио-телевизије Београд, чији је био председник.
Он је сматрао да хрватски књижевни језик, за разлику од српског, по већини својих карактеристика није повезан с хрватским дијалектима нити са старијом хрватском књижевном традицијом.
Ивић је био редовни члан САНУ.
Био је члан Матице српске, Вукове задужбине, у Српске књижевне задруге, Удружења књижевника Србије, Друштва српско-јеврејског пријатељства.
Био је члан редакција многих научних часописа у нашој земљи и у иностранству. Био је председник Лингвистичког друштва Европе, потпредседник Асоцијације дијалектолога Европе, потпредседник Друштва за Европски лингвистички атлас. Био је члан Сталног међународног комитета лингвиста, Париског лингвистичког друштва, Европског удружења културе.
У једном историјски веома тегобном времену основао је Српски сабор.
Павле Ивић је био одмерен, углађен, господствен. Одликовао се општом културом, разумевањем за много тога што је било и ван његове професије. Волео је природу, планинарење. Павле Ивић важио је за истакнутог стручњака али истовремено за врло скромног и приступачног човека.

## Награда „Павле Ивић“
Награду додељује Славистичко друштво Србије за најбољи рад из српске лингвистичке славистике.
Награду су за 2007. годину добили доценти Слободан Павловић и Рајна Драгићевић, за 2008. аутори једнотомног Речника српског језика мр Милица Вујанић, проф. др Даринка Гортан Премк, др Рајна Драгићевић, проф. др Мирослав Николић, мр Љиља Ного, мр Васа Павковић, доц. др Никола Рамић, проф. др Рада Стијовић, проф. др Милица Тешић и др Егон Фекете, а за 2009. проф. др Рада Стијовић.

## Одабрана дела
Библиографија Павла Ивића, приближно рачуната, износи преко шест стотина јединица, убрајајући ту, како опсежне студије и неколико књига, тако и мање чланке, приказе, реферате са научних скупова, штампане дискусије, популарне прилоге у публицистици, понеке полемике и интервјуе. Известан број библиографских наслова указује на коауторски рад. Око сто двадесет већих или мањих текстова објављено му је у иностранству.
Издају се Ивићева целокупна дела, од којих је до сада (2010) изашло шест књига.
- Ивић, Павле (1956). Дијалектологија српскохрватског језика: Увод и штокавско наречје (1. изд.). Нови Сад: Матица српска.
  - Ивић, Павле (1985). Дијалектологија српскохрватског језика: Увод и штокавско наречје (2. изд.). Нови Сад: Матица српска.
    - Ивић, Павле (2001). Дијалектологија српскохрватског језика: Увод и штокавско наречје (3. изд.). Нови Сад-Сремски Карловци: Издавачка књижарница Зорана Стојановића.
- Ивић, Павле (1971). Српски народ и његов језик (1. изд.). Београд: Српска књижевна задруга.
  - Ивић, Павле (1986). Српски народ и његов језик (2. изд.). Београд: Српска књижевна задруга.
    - Ивић, Павле (2001). Српски народ и његов језик (3. изд.). Сремски Карловци-Нови Сад: Издавачка књижарница Зорана Стојановића.
- Ивић, Павле (1982). „Књижевни и народни језик код Срба”. Историја српског народа. књ. 2. Београд: Српска књижевна задруга. стр. 519—534.
- Ивић, Павле (1991). О словенским језицима и дијалектима. Ниш: Просвета.
- Ивић, Павле (1991). Из историје српскохрватског језика. Ниш: Просвета.
- Ивић, Павле (1991). Из српскохрватске дијалектологије. Ниш: Просвета.
- Ивић, Павле (1993). „Језичке прилике Срба у раздобљу од 1537. до 1699. године”. Историја српског народа. књ. 3, св. 2. Београд: Српска књижевна задруга. стр. 105—134.
- Ивић, Павле; Младеновић, Александар (1986). „О језику код Срба у раздобљу од 1699. до 1804. године”. Историја српског народа. књ. 4, св. 2. Београд: Српска књижевна задруга. стр. 69—106.
- Ивић, Павле; Кашић, Јован (1981). „Културна историја Срба у XIX веку (до седамдесетих година)”. Историја српског народа. књ. 5, св. 2. Београд: Српска књижевна задруга. стр. 309—380.
- Ивић, Павле (1998). Преглед историје српског језика (1. изд.). Сремски Карловци-Нови Сад: Издавачка књижарница Зорана Стојановића.
  - Ивић, Павле (2014). Преглед историје српског језика (2. изд.). Сремски Карловци-Нови Сад: Издавачка књижарница Зорана Стојановића.
- Ивић, Павле (1998). „Српски дијалекти и њихова класификација (I)”. Зборник Матице српске за филологију и лингвистику. 41 (2): 113—132.
- Ивић, Павле (1999). „Српски дијалекти и њихова класификација (II)”. Зборник Матице српске за филологију и лингвистику. 42: 303—354.
- Ивић, Павле (2001). „Српски дијалекти и њихова класификација (III)”. Зборник Матице српске за филологију и лингвистику. 44 (1-2): 175—209.
- Ивић, Павле (2009). Српски дијалекти и њихова класификација. Сремски Карловци & Нови Сад: Издавачка књижарница Зорана Стојановића.